# Marian Enache
Marian Florian Enache (Târgu Cărbunești, 5 de agosto de 1995) é um remador romeno, campeão olímpico.

## Carreira
Ele representou a Romênia nos Jogos Olímpicos de Verão de 2020. Junto com Andrei Cornea, conquistou a medalha de ouro na prova de remo duplo no Campeonato Europeu de 2024 em Szeged.
Nos Jogos Olímpicos de Verão de 2024, em Paris, conquistou a medalha de ouro na competição de skiff duplo masculino, ao lado de Andrei Cornea com o tempo de 6:12.58.